# Mezőcsáti kistérség
A Mezőcsáti kistérség kistérség volt Borsod-Abaúj-Zemplén megyében, központja Mezőcsát volt.

## Települései
| Ároktő       | Gelej      | Igrici      | Mezőcsát  | Tiszabábolna |
| Tiszadorogma | Tiszakeszi | Tiszatarján | Tiszavalk |              |